# Naturvårdsverket
Naturvårdsverket är en svensk statlig förvaltningsmyndighet på miljöområdet och ska vara pådrivande och samlande i miljöarbetet. Verkets arbete ska syfta till att främja en hållbar utveckling med utgångspunkt i den ekologiska dimensionen. De miljökvalitetsmål som riksdagen har fastställt och strategierna för att nå målen ska vara vägledande i arbetet.
Myndigheten är från 1 oktober 2022 beredskapsmyndighet och ingår i beredskapssektorn livsmedelsförsörjning och dricksvatten.

## Verksamhet
Naturvårdsverket bildades 1967 under namnet Statens naturvårdsverk och fick sitt nuvarande namn 1999. Myndigheten sorterar under Klimat- och näringslivsdepartementet och dess huvuduppgifter är att:
- vägleda andra centrala, regionala och lokala myndigheter i miljö- och tillsynsfrågor
- driva mål och ärenden i domstolar och följa hur miljöbalken utvecklas
- föreslå ändringar i lagstiftningen och andra miljöpolitiska styrmedel
- övervaka och rapportera om tillståndet i miljön
- initiera forskning och tillhandahålla kunskap
- fördela medel för skötsel av skyddade områden, kommunernas klimatinvesteringsprogram och efterbehandling och återställning av förorenad mark
- skydda mark
- svara för frågor om jakt och vilt
- svara för avfallsfrågor

Naturvårdsverket har totalt 750 anställda och leds av en generaldirektör som utses av regeringen. Naturvårdsverket har kontor i Stockholm och i Östersund.

## Naturvårdsverkets författningssamling

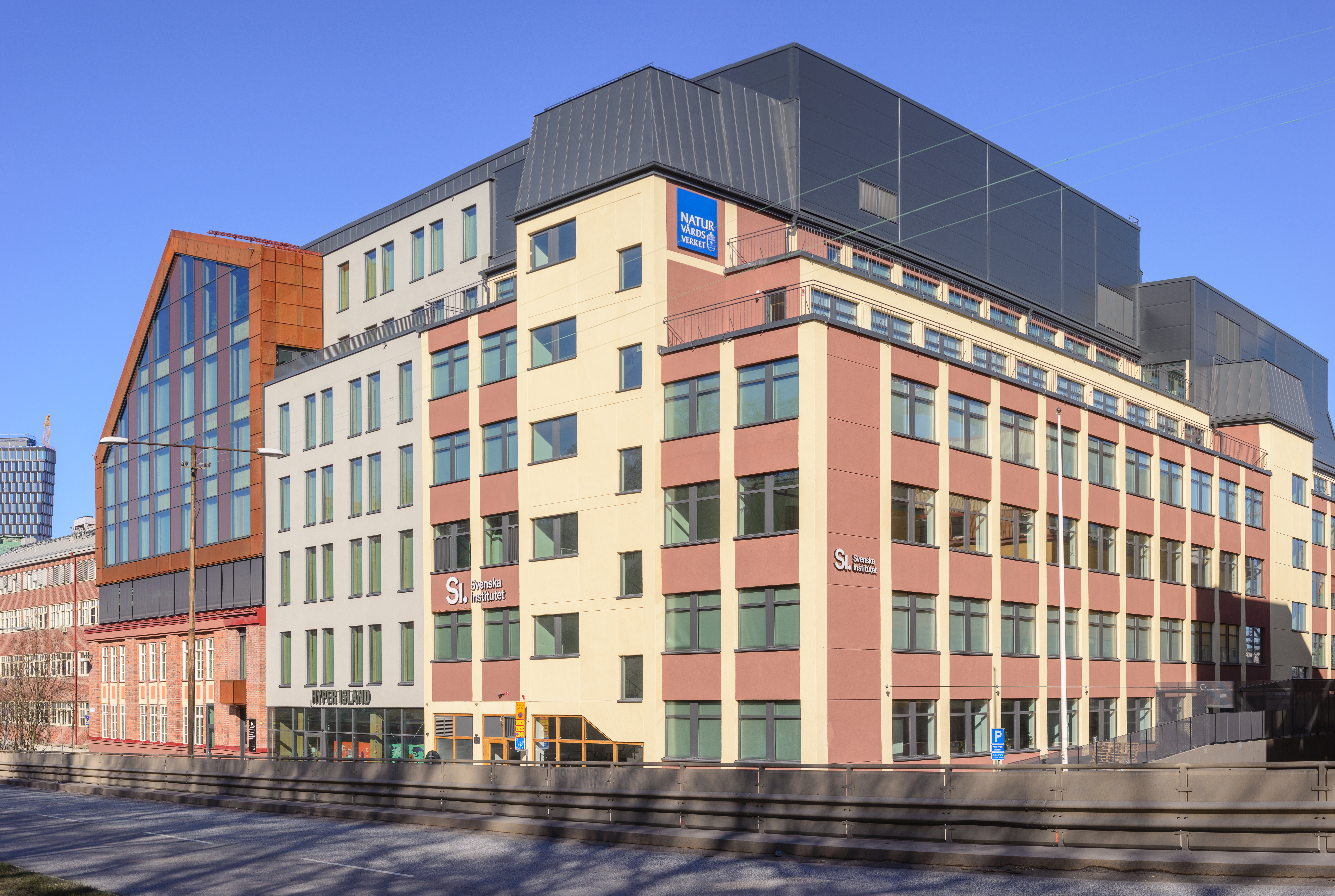
Naturvårdsverkets huvudkontor i Södra Hammarbyhamnen.

Naturvårdsverkets författningssamling (NFS) innehåller myndighetens bindande föreskrifter.

## Naturvårdsverkets bibliotek
Naturvårdsverket har ett bibliotek med svensk och internationell miljöinformation som är stängt för allmänheten.

## Generaldirektörer
- 1967–1991: Valfrid Paulsson
- 1991–1999: Rolf Annerberg
- 1999–2008: Lars-Erik Liljelund
- 2008–2009: Eva Smith (tillförordnad)
- 2009–2015: Maria Ågren
- 2015–2015: Eva Thörnelöf (vikarierande)
- 2015–2024: Björn Risinger
- 2025–: Johan Kuylenstierna

## Register

### Jägarregistret
Sedan 2002 hanterar Naturvårdsverket jaktkortsregistret och jägarexamensregistret, nu med samlingsnamnet "Jägarregistret". Syftet med registret är att hantera inbetalningar av viltvårdsavgiften, det statliga jaktkortet, samt att föra register över samtliga avlagda delprov i jägarexamen.
I Jägarregistret ingår också registreringar för licensjakt på vissa rovdjur (varg, lodjur och järv). 
I oktober 2022 skrev Jägarförbundet att Naturvårdsverket hade drabbats av en hackerattack men att omfattningen av den var okänd. Inget pekar på att personuppgifter och adresser till landets alla jägare, 300 000 potentiella vapenägare, har läckt.

### Rovbase
Rovbase, som Naturvårdsverket äger tillsammans med norska Miljødirektoratet, innehåller sekretessbelagda personuppgifter på cirka 10 000 jägare som skjutit stora rovdjur vid skydds- och licensjakt.
I oktober 2019 rapporterade Svensk Jakt att en utomstående person hade fått tillgång till bland annat för- och efternamn på jaktledare och skyttar vid jakt på rovdjur. Länsstyrelsen ifrågasatte Naturvårdsverkets agerande och brist på handling gällande intrånget i databasen och hänvisade till att det föreligger risk för hot och trakasserier mot rovdjursjägare. I ett brev till Naturvårdsverket frågade Länsstyrelsen varför verket inte hade rapporterat incidenten till Myndigheten för samhällsskydd och beredskap (MSB).

## Årets miljöfoto
I början av 2000–talet delade Naturvårdsverket ut priset Årets miljöfoto. Tävlingen riktade sig till personer under 25 år som skildrar en angelägen miljöfråga i bild.
En kommitté bestående av representanter från Naturvårdsverket, Fältbiologerna, Naturskyddsföreningen, Svenska fotografers förbund och media utsåg vinnaren. Vinnaren fick en prissumma om 10 000 kronor.

## Årets naturfotograf
Naturvårdsverket utser sedan 1990 "Årets naturfotograf". Priset delas ut till en dokumenterat skicklig naturfotograf som visat kunskap och engagemang i naturvårdsfrågor och bidragit till att hävda naturvårdens intressen genom sin fotografiska verksamhet i Sverige. Prissumman är 25 000 kronor.

- 1990 – Tore Hagman
- 1991 – Per Klaesson
- 1992 – Ingmar Holmåsen
- 1993 – Sven Gillsäter
- 1994 – Gerry Johansson
- 1995 – Bertil Pettersson
- 1996 – Claes Grundsten
- 1997 – Jan-Peter Lahall
- 1998 – Peter Gerdehag
- 1999 – Hans Strand
- 2000 – ingen utsedd
- 2001 – Staffan Widstrand
- 2002 – Inge Lennmark
- 2003 – Jan Töve
- 2004 – Lars Bygdemark
- 2005 – Brutus Östling
- 2006 – Helene Schmitz
- 2007 – Lennart Nilsson
- 2008 – Mireille de la Lez
- 2009 – Serkan Günes
- 2010 – Återkallat[b]
- 2011 – Jan Grahn
- 2012 – John Hallmén
- 2013 – Jonna och Tammy Bergström
- 2014 – Göran Ekström
- 2015 – Erik Johansson
- 2016 – Mats Andersson
- 2017 – Roine Magnusson[12]
- 2018 – Johan Hammar[12]
- 2019 – Peter Hanneberg[12]
- 2020 – Jörgen Wiklund[12]
- 2021 – Martin Falklind[13]
- 2022 – Magnus Lindbom[14]
- 2023 – Krister Berg[15]

## Naturvårdsverkets uppgifter i krig
Naturvårdverkets roll som beredskapsmyndighet innebär ett särskilt uppdrag att före, under och efter en kris förebygga, motstå och hantera krissituationer med fokus på avlopp och avfall för att minska risken för smittspridning samt säkra livsmedels- och dricksvattenförsörjning. Beredskapsarbetet handlar bland annat om att vidta åtgärder för att vi ska kunna arbeta även under störda förhållanden och för att stötta andra aktörer inom vårt ansvarsområde.
I sektorn ingår förutom Naturvårdsverket Livsmedelsverket, Jordbruksverket, Statens Veterinärmedicinska anstalt (SVA) och länsstyrelserna. Livsmedelsverket är sektorsansvarig myndighet. 
Följande funktioner ingår i sektorn Livsmedelsförsörjning och dricksvatten:
- Primärproduktion
- Livsmedelstillverkning
- Livsmedelsdistribution
- Måltidsverksamhet
- Livsmedelssäkerhet inklusive dricksvatten
- Djurens hälso- och sjukvård
- Smittskydd – djur
- Dricksvattenförsörjning
- Avlopp
- Avfallshantering[17]

## Särskilt fokus i vårt beredskapsarbete
Under 2024 och 2025 jobbar vi specifikt med risk- och försörjningsanalyser och åtgärder för ökad robusthet inom avfallshantering och energiförsörjning. Det handlar om Sveriges kapacitet att lagra eller behandla avfall samt försörja fjärrvärmen med avfall och hur vi kan öka den robustheten.
Naturvårdsverket medverkar även i ett regeringsuppdrag som Livsmedelsverket fick i regleringsbrevet för 2024. Det handlar om att Livsmedelsverket tillsammans med Naturvårdsverket och andra berörda myndigheter ska utreda och analysera behovet av och förutsättningar för att införa investeringsprogram för livsmedel (robusta livsmedelsbutiker), dricksvatten och avlopp.
Utöver avfall och avlopp finns andra områden inom myndigheten som är intressanta ur ett beredskapsperspektiv. Omställning till egen drivmedelsproduktion i syfte att minska fossila utsläpp ökar även den nationella robustheten och därmed vår beredskap. Samma sak gäller återvätning av våtmarker där reciliens mot skogsbränder minskar risker för framtida kriser.
Naturvårdsverket har en tjänsteman i beredskap (TiB) dygnet runt som kan ta emot larm och starta upp den inledande krishanteringen vid akuta allvarliga händelser.